# Сыть гладкая
Сыть гладкая (лат. Cyperus glaber) — однолетнее травянистое растение; вид рода Сыть (Cyperus) семейства Осоковые (Cyperaceae).

## Распространение и экология
Вид  распространён в Средиземноморье.
На влажных лугах и по берегам рек, озёр и болот.

## Ботаническое описание
Стебли пучками, трёхгранные, при основании более или менее утолщённые, 20—60 см высотой.
Листья плоские, узколинейные, тонко-заострённые, 3—5 мм шириной, по краям шероховатые, почти равны стеблю или чуть короче его.
Соцветие зонтиковидное, со многими неравными лучами, несущими на концах головчато-скученные линейные колоски. При основании соцветия 2—3 неравных листа, из которых 2 обыкновенно в несколько раз длиннее соцветия. Колоски сидячие, линейные или линейно-ланцетные, острые, 5—15 мм длиной, 1—2,5 мм шириной; кроющие чешуи широкояйцевидные, заострённые, красновато-бурые, по килю зелёные, по краям белоперепончатые, 2 мм длиной. Тычинок 2—3. Столбик глубоко трехраздельный.
Орешек трёхгранный, тёмно-бурый или черноватый, точечный или слегка шероховатый.

## Таксономия
|  |                                      |  |                                                             |                                                             |                    |  | ещё 17 семейств (согласно Системе APG II) | ещё 17 семейств (согласно Системе APG II) |                  |  |  |  | около 600 видов |
|  |                                      |  |                                                             |                                                             |                    |  | ещё 17 семейств (согласно Системе APG II) | ещё 17 семейств (согласно Системе APG II) |                  |  |  |  | около 600 видов |
|  |                                      |  |                                                             | порядок Злакоцветные                                        |                    |  |                                           |                                           | род Сыть         |  |  |  |                 |
|  |                                      |  |                                                             | порядок Злакоцветные                                        |                    |  |                                           |                                           | род Сыть         |  |  |  |                 |
|  | отдел Цветковые, или Покрытосеменные |  |                                                             |                                                             | семейство Осоковые |  |                                           |                                           | вид Сыть гладкая |  |  |  |                 |
|  | отдел Цветковые, или Покрытосеменные |  |                                                             |                                                             | семейство Осоковые |  |                                           |                                           |                  |  |  |  |                 |
|  |                                      |  | ещё 44 порядка цветковых растений (согласно Системе APG II) | ещё 44 порядка цветковых растений (согласно Системе APG II) |                    |  |                                           | ещё до 120 родов                          | ещё до 120 родов |  |  |  |                 |
|  |                                      |  |                                                             | ещё 44 порядка цветковых растений (согласно Системе APG II) |                    |  |                                           |                                           | ещё до 120 родов |  |  |  |                 |